# Daigo Matsuura
Daigo Matsuura (松浦 大悟 Matsuura Daigo, sinh ngày 3 tháng 10 năm 1969) là một chính khách Nhật Bản, một thành viên độc lập và là thành viên của Tham Nghị viện trong Quốc hội (cơ quan lập pháp quốc gia). Là người gốc tỉnh Hiroshima và tốt nghiệp Đại học Kobe Gakuin, ông đã được bầu vào Hạ viện lần đầu tiên vào năm 2007 sau khi làm việc như một người đọc báo từ năm 1992 đến 2006.
Vào tháng 10 năm 2017, ông trở thành người đồng tính.